# Ивановка (Суетский район)
Ивановка — исчезнувший посёлок в Суетском районе Алтайского края России. Располагался на территории современного Александровского сельсовета. Упразднён в 1973 г.

## История
Основан в 1911 году. В 1928 г. посёлок Ивановский состоял из 68 хозяйств. Центр Ивановского сельсовета Знаменского района Славгородского округа Сибирского края.

## Население
В 1926 году в посёлке проживало 368 человек (180 мужчин и 188 женщин), основное население — украинцы